# Zintha resplendens
Zintha resplendens är en fjärilsart som beskrevs av Butler 1876. Zintha resplendens ingår i släktet Zintha och familjen juvelvingar. Inga underarter finns listade i Catalogue of Life.